# 厚叶崖爬藤
厚叶崖爬藤（学名：Tetrastigma pachyphyllum）为葡萄科崖爬藤属的植物。分布于老挝、越南以及中国大陆的广东、海南等地，生长于海拔1,430米的地区，多生在低海拔林中或山坡灌丛，目前尚未由人工引种栽培。